# Болдуин, Джон (боксёр)
Джон Ли Бо́лдуин (англ. John Lee Baldwin; 26 августа 1949, Детройт) — американский боксёр средней весовой категории. В конце 1960-х годов выступал за сборную США: бронзовый призёр летних Олимпийских игр в Мехико, участник многих международных турниров и национальных первенств. В период 1970—1979 боксировал на профессиональном уровне, но без особых достижений.

## Биография
Джон Болдуин родился 26 августа 1949 года в Детройте, штат Мичиган. Первого серьёзного успеха на ринге добился в возрасте семнадцати лет, когда стал чемпионом мичиганского первенства в первом среднем весе. Два года спустя повторил это достижение и занял второе место на чемпионате США среди любителей. Благодаря череде удачных выступлений удостоился права защищать честь страны на летних Олимпийских играх 1968 года в Мехико — сумел дойти здесь до стадии полуфиналов, после чего со счётом 1:4 проиграл кубинцу Роландо Гарбею. Получив бронзовую олимпийскую медаль, решил попробовать себя среди профессионалов и для этой цели переехал на постоянное жительство в Хьюстон.
Профессиональный дебют Болдуина состоялся в марте 1970 года, своего первого соперника Джорджа Сила он нокаутировал уже в первом раунде. В течение пяти последующих лет провёл множество удачных поединков, стал чемпионом штата Техас в среднем весе. Первое поражение потерпел в декабре 1975 года, единогласным решением судей от будущего чемпиона мира Марвина Хаглера. С этого момента его карьера резко пошла на спад, снизился класс соперников, как и положение в мировых рейтингах. В 1978 году Джон Болдуин встречался с такими известными боксёрами как Аюб Калуле и Марвин Джонсон, но оба раза проиграл. Затем в 1979 году последовало поражение нокаутом от мексиканца Давида Кабреры, после чего Болдуин принял решение завершить карьеру спортсмена. Всего в профессиональном боксе он провёл 38 боёв, из них 32 окончил победой (в том числе 22 досрочно), 5 раз проиграл, один матч был признан несостоявшимся.